# Geel soldaatje
Het geel soldaatje (Cantharis livida) is een keversoort uit de familie van de soldaatjes (Cantharidae).

## Uiterlijke kenmerken

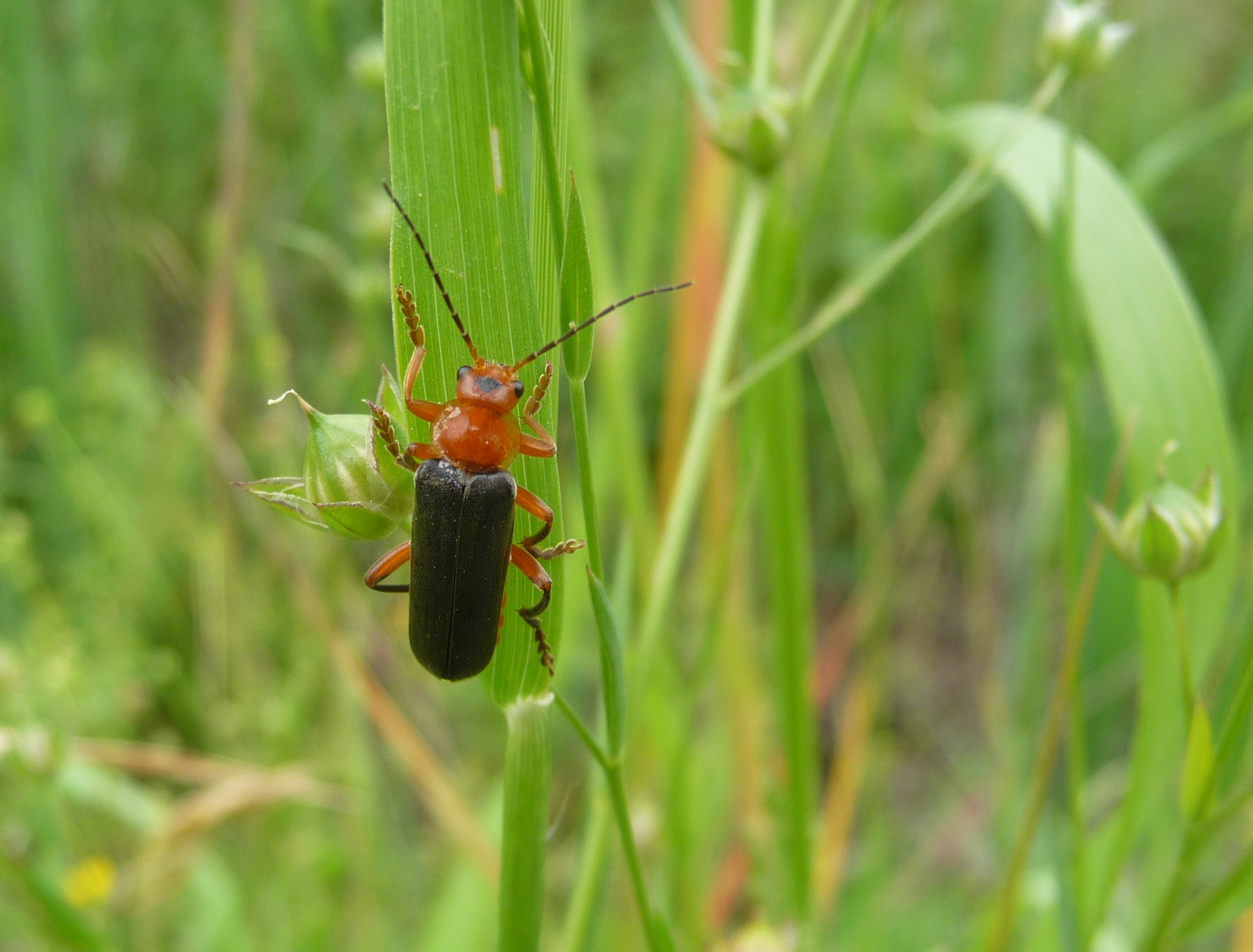
Zwarte vorm van het geel soldaatje

Het geel soldaatje heeft een lichaamslengte tussen de elf en veertien millimeter. Er bestaan twee kleurvormen, die beide met andere soldaatjes verward kunnen worden. Zowel de lichte als de zwarte vorm heeft een geel tot oranjerode achterlijf, halsschild en kop, met een zwarte vlek op het achterhoofd. De antennes zijn rood met donkerder uiteinden. De lichtgekleurde poten zijn aan de bovenzijde van het achterste twee paar dijbenen zwart. Sommige exemplaren hebben ook zwart op de voorste poten.

### Lichte vorm
De lichte vorm heeft bruine dekschilden en is groter dan andere gele en rode soldaatjes. Het geel soldaatje kan van de meeste andere gelijkende soorten worden onderscheiden door de zwarte koptekening en het ontbreken van de vlek op het halsschild.

### Zwarte vorm
De zwarte vorm heeft dezelfde koptekening en pootkleuren als de lichte vorm, maar heeft zwarte dekschilden.

## Verspreiding en habitat
Het geel soldaatje komt in vrijwel geheel Europa voor en ook in delen van Azië en Noord-Afrika. Het leeft in bosranden, struiken en graslanden met hoog gras, waaronder parken en braakliggende terreinen.

## Levenswijze
De larve van het geel soldaatje jaagt op slakken en regenwormen. De volwassen kevers vliegen van mei tot augustus, met juni en juli als piekmaanden. Ze leven op bloemen, bomen en struiken, waar ze jagen op kleine insecten.